# Division I i bandy 1963
Division I i bandy 1963 var Sveriges högsta division i bandy säsongen 1963. Norrgruppstvåan Brobergs IF lyckades vinna svenska mästerskapet efter seger med 3-1 mot norrgruppsvinnarna Edsbyns IF i finalmatchen på Stockholms stadion den 3 mars 1963.

## Upplägg
I de geografiskt indelade 10-lagsgrupperna gick de två bästa lagen från respektive grupp vidare till slutspel om svenska mästerskapet. Eftersom Division I utökades till 24 lag indelade i tre 8-lagsgrupper till den kommande säsongen 1963/1964 flyttades inga lag ned till Division II denna säsong.

## Förlopp
- Första omgången spelades annandag jul, den 26 december 1962.[2]
- Den 16 januari 1963 vann Katrineholms SK med 4-2 mot Lesjöfors IF på Backavallen i den första officiella elljusmatchen i Division I. Dock hade vaktmästaren slagit på ljusanläggningen med en kvart kvar i skymningen då AIK den 6 januari 1957 vann med 5-2 mot Lesjöfors IF på Stockholms stadion.[3]
- Det var mitt under pågående säsong som Svenska Bandyförbundets styrelse beslutade att införa semifinaler, vilka spelades 16–17 februari 1963.[4]
- Segern i skytteligan delades mellan Åke Jansson, Katrineholms SK och Göran Sedvall, Brobergs IF med 14 fullträffar vardera.[5].

## Seriespelet

### Division I norra
| Nr | Lag            | S | V | O | F | +/-     | P  |
| -- | -------------- | - | - | - | - | ------- | -- |
| 1  | Edsbyns IF     | 9 | 8 | 0 | 1 | 31 - 11 | 17 |
| 2  | Brobergs IF    | 9 | 7 | 0 | 2 | 44 - 20 | 14 |
| 3  | IK Huge        | 9 | 5 | 2 | 2 | 24 - 19 | 12 |
| 4  | Skutskärs IF   | 9 | 4 | 2 | 3 | 24 - 21 | 10 |
| 5  | Sandvikens AIK | 9 | 3 | 3 | 3 | 26 - 22 | 9  |
| 6  | Falu BS        | 9 | 3 | 3 | 3 | 24 - 24 | 9  |
| 7  | IK Heros       | 9 | 3 | 1 | 5 | 22 - 33 | 7  |
| 8  | IFK Stockholm  | 9 | 3 | 1 | 5 | 13 - 27 | 7  |
| 9  | Västanfors IF  | 9 | 2 | 2 | 5 | 17 - 24 | 6  |
| 10 | Djurgårdens IF | 9 | 0 | 0 | 9 | 10 - 34 | 0  |

### Division I södra
| Nr | Lag             | S | V | O | F | +/-     | P  |
| -- | --------------- | - | - | - | - | ------- | -- |
| 1  | Örebro SK       | 9 | 6 | 2 | 1 | 29 - 16 | 14 |
| 2  | IK Sirius       | 9 | 6 | 1 | 2 | 32 - 15 | 13 |
| 3  | Lesjöfors IF    | 9 | 5 | 1 | 3 | 32 - 23 | 11 |
| 4  | Hammarby IF     | 9 | 4 | 2 | 3 | 28 - 21 | 10 |
| 5  | IF Göta         | 9 | 5 | 0 | 4 | 26 - 20 | 10 |
| 6  | Västerås SK     | 9 | 4 | 1 | 4 | 29 - 26 | 9  |
| 7  | Katrineholms SK | 9 | 4 | 1 | 4 | 25 - 26 | 9  |
| 8  | Nässjö IF       | 9 | 4 | 1 | 4 | 27 - 32 | 9  |
| 9  | Slottsbrons IF  | 9 | 2 | 1 | 6 | 13 - 32 | 5  |
| 10 | Tranås BoIS     | 9 | 0 | 0 | 9 | 15 - 45 | 0  |

## Seriematcherna

### Norrgruppen
- 26 december 1962 Brobergs IF-Edsbyns IF 3-2
- 26 december 1962 Falu BS-IK Heros 6-3
- 26 december 1962 IK Huge-Skutskärs IF 4-2
- 26 december 1962 IFK Stockholm-Djurgårdens IF 5-1
- 26 december 1962 Västanfors IF-Sandvikens AIK 1-3

- 30 december 1962 Edsbyns IF-IFK Stockholm 2-0
- 30 december 1962 Djurgårdens IF-Västanfors IF 1-2
- 30 december 1962 IK Heros-IK Huge 4-1
- 30 december 1962 Sandvikens AIK-Falu BS 2-2
- 30 december 1962 Skutskärs IF-Brobergs IF 3-6

- 31 december 1962 Brobergs IF-IFK Stockholm 11-1
- 31 december 1962 Djurgårdens IF-Edsbyns IF 3-4
- 1 januari 1963 Falu BS-Skutskärs IF 2-2
- 1 januari 1963 IK Huge-Sandvikens AIK 2-2
- 1 januari 1963 Västanfors IF-IK Heros 5-2

- 6 januari 1963 Brobergs IF-Falu BS 2-3
- 6 januari 1963 IK Heros-Edsbyns IF 0-5
- 6 januari 1963 IK Huge-Djurgårdens IF 3-2
- 6 januari 1963 IFK Stockholm-Västanfors IF 2-1
- 6 januari 1963 Skutskärs IF-Sandvikens AIK 2-2

- 13 januari 1963 Djurgårdens IF-Brobergs IF 1-7
- 13 januari 1963 Edsbyns IF-Skutskärs IF 3-0
- 13 januari 1963 Falu BS-IFK Stockholm 1-2
- 13 januari 1963 Sandvikens AIK-IK Heros 7-8
- 13 januari 1963 Västanfors IF-IK Huge 1-1

- 19 januari 1963 Brobergs IF-IK Huge 3-5
- 19 januari 1963 Edsbyns IF-Västanfors IF 3-1
- 19 januari 1963 Falu BS-Djurgårdens IF 4-1
- 19 januari 1963 IK Heros-Skutskärs IF 1-2
- 19 januari 1963 IFK Stockholm-Sandvikens AIK 0-3

- 20 januari 1963 Djurgårdens IF-IK Heros 0-1
- 20 januari 1963 IK Huge-Edsbyns IF 1-4
- 20 januari 1963 Sandvikens AIK-Brobergs IF 2-3
- 20 januari 1963 Skutskärs IF-IFK Stockholm 4-1
- 20 januari 1963 Västanfors IF-Falu BS 3-3

- 3 februari 1963 Brobergs IF-IK Heros 5-1
- 3 februari 1963 Falu BS-Edsbyns IF 2-4
- 3 februari 1963 IFK Stockholm-IK Huge 0-2
- 3 februari 1963 Sandvikens AIK-Djurgårdens IF 4-0
- 3 februari 1963 Skutskärs IF-Västanfors IF 5-1

- 10 februari 1963 Edsbyns IF-Sandvikens AIK 4-1
- 10 februari 1963 Djurgårdens IF-Skutskärs IF 1-4
- 10 februari 1963 IK Heros-IFK Stockholm 2-2
- 10 februari 1963 IK Huge-Falu BS 5-1
- 10 februari 1963 Västanfors IF-Brobergs IF 2-4

### Södergruppen
- 26 december 1962 Katrineholms SK-Örebro SK 3-3
- 26 december 1962 Nässjö IF-Tranås BoIS 5-2
- 26 december 1962 IK Sirius-Lesjöfors IF 3-2
- 26 december 1962 Slottsbrons IF-IF Göta 0-2
- 26 december 1962 Västerås SK-Hammarby IF 2-6

- 30 december 1962 IF Göta-Katrineholms SK 5-2
- 30 december 1962 Lesjöfors IF-Hammarby IF 3-1
- 30 december 1962 Nässjö IF-Slottsbrons IF 2-2
- 30 december 1962 IK Sirius-Västerås SK 3-1
- 30 december 1962 Örebro SK-Tranås BoIS 3-0

- 1 januari 1963 IF Göta-IK Sirius 3-1
- 1 januari 1963 Hammarby IF-Slottsbrons IF 1-2
- 1 januari 1963 Tranås BoIS-Katrineholms SK 2-6
- 1 januari 1963 Västerås SK-Lesjöfors IF 3-3
- 1 januari 1963 Örebro SK-Nässjö IF 5-2

- 5 januari 1963 Hammarby IF-Örebro SK 3-3
- 6 januari 1963 Katrineholms SK-Nässjö IF 1-0
- 6 januari 1963 Lesjöfors IF-IF Göta 3-2
- 6 januari 1963 Slottsbrons IF-Västerås SK 0-4
- 6 januari 1963 Tranås BoIS-IK Sirius 1-4

- 13 januari 1963 IF Göta-Örebro SK 1-2
- 13 januari 1963 Lesjöfors IF-Tranås BoIS 8-2
- 13 januari 1963 Nässjö IF-Hammarby IF 2-3
- 13 januari 1963 IK Sirius-Slottsbrons IF 5-0
- 13 januari 1963 Västerås SK-Katrineholms SK 2-1

- 17 januari 1963 Katrineholms SK-Lesjöfors IF 4-2
- 19 januari 1963 IF Göta-Tranås BoIS 7-0
- 19 januari 1963 Hammarby IF-IK Sirius 3-3
- 19 januari 1963 Nässjö IF-Västerås SK 6-4
- 19 januari 1963 Örebro SK-Slottsbrons IF 5-2

- 20 januari 1963 Lesjöfors IF-Örebro SK 3-2
- 20 januari 1963 IK Sirius-Nässjö IF 9-1
- 20 januari 1963 Slottsbrons IF-Katrineholms SK 2-5
- 20 januari 1963 Tranås BoIS-Hammarby IF 1-2
- 20 januari 1963 Västerås SK-IF Göta 6-0

- 3 februari 1963 Hammarby IF-Katrineholms SK 7-2
- 3 februari 1963 Nässjö IF-IF Göta 4-3
- 3 februari 1963 IK Sirius-Örebro SK 1-3
- 3 februari 1963 Slottsbrons IF-Lesjöfors IF 1-5
- 3 februari 1963 Västerås SK-Tranås BoIS 6-4

- 10 februari 1963 IF Göta-Hammarby IF 3-2
- 10 februari 1963 Katrineholms SK-IK Sirius 1-3
- 10 februari 1963 Lesjöfors IF-Nässjö IF 3-5
- 10 februari 1963 Tranås BoIS-Slottsbrons IF 3-4
- 10 februari 1963 Örebro SK-Västerås SK 3-1

## Svenska mästerskapet 1963

### Semifinaler
- 16 februari 1963: Edsbyns IF-IK Sirius 0-3
- 16 februari 1963: IK Sirius-Edsbyns IF 2-6

- 17 februari 1963: Örebro SK-Brobergs IF 3-3
- 17 februari 1963: Brobergs IF-Örebro SK 6-2

### Match om tredje pris
- IK Sirius-Örebro SK 5-4

### Final
- 3 mars 1963: Brobergs IF-Edsbyns IF 3-1 (Stockholms stadion)

## Svenska mästarna
Mall:Brobergs IF 1963

### Fotnoter
1. ↑  Erik Jonsson. ”1960–1969”. Svenska Bandyförbundet. Arkiverad från originalet den 17 mars 2020. https://web.archive.org/web/20200317215222/https://www.svenskbandy.se/BANDYFINALEN/HISTORIK/Svenskamastare/Herrar/1960-1969. Läst 21 mars 2020.
2. ↑  Claes-G. Bengtsson (24 december 2007). ”Tacka Västerås för annandagsbandyn”. Svenska Bandyförbundet. Arkiverad från originalet den 22 juni 2019. https://web.archive.org/web/20190622134134/http://www.svenskbandy.se/NYHETER/CLASSESHISTORISKAHORNA/Aldrekronikor/Tackavasterasforannandagsbandyn/. Läst 24 december 2007.
3. ↑  Claes-G. Bengtsson (14 november 2007). ”När ljuset kom till bandyn”. Svenska Bandyförbundet. Arkiverad från originalet den 27 mars 2016. https://web.archive.org/web/20160327065351/http://www.svenskbandy.se/NYHETER/CLASSESHISTORISKAHORNA/Aldrekronikor/Narljusetkomtillbandyn/. Läst 14 september 2008.
4. ↑  Claes-G. Bengtsson (26 februari 2010). ”Den osannolika slutspelsmatchen”. Svenska Bandyförbundet. Arkiverad från originalet den 27 mars 2016. https://web.archive.org/web/20160327071408/http://www.svenskbandy.se/NYHETER/CLASSESHISTORISKAHORNA/Aldrekronikor/Denosannolikaslutspelsmatchen/. Läst 27 februari 2010.
5. ↑  Erik Jonsson. ”Skyttekungar”. Svenska Bandyförbundet. Arkiverad från originalet den 11 mars 2016. https://web.archive.org/web/20160311201110/http://www.svenskbandy.se/SERIERCUPER/ELITSERIENHERR/HISTORIKSTATISTIK/STATISTIK/Malstatistik-overgripande/Skyttekungar/. Läst 11 oktober 2009.